# Corpo Truppe Volontarie

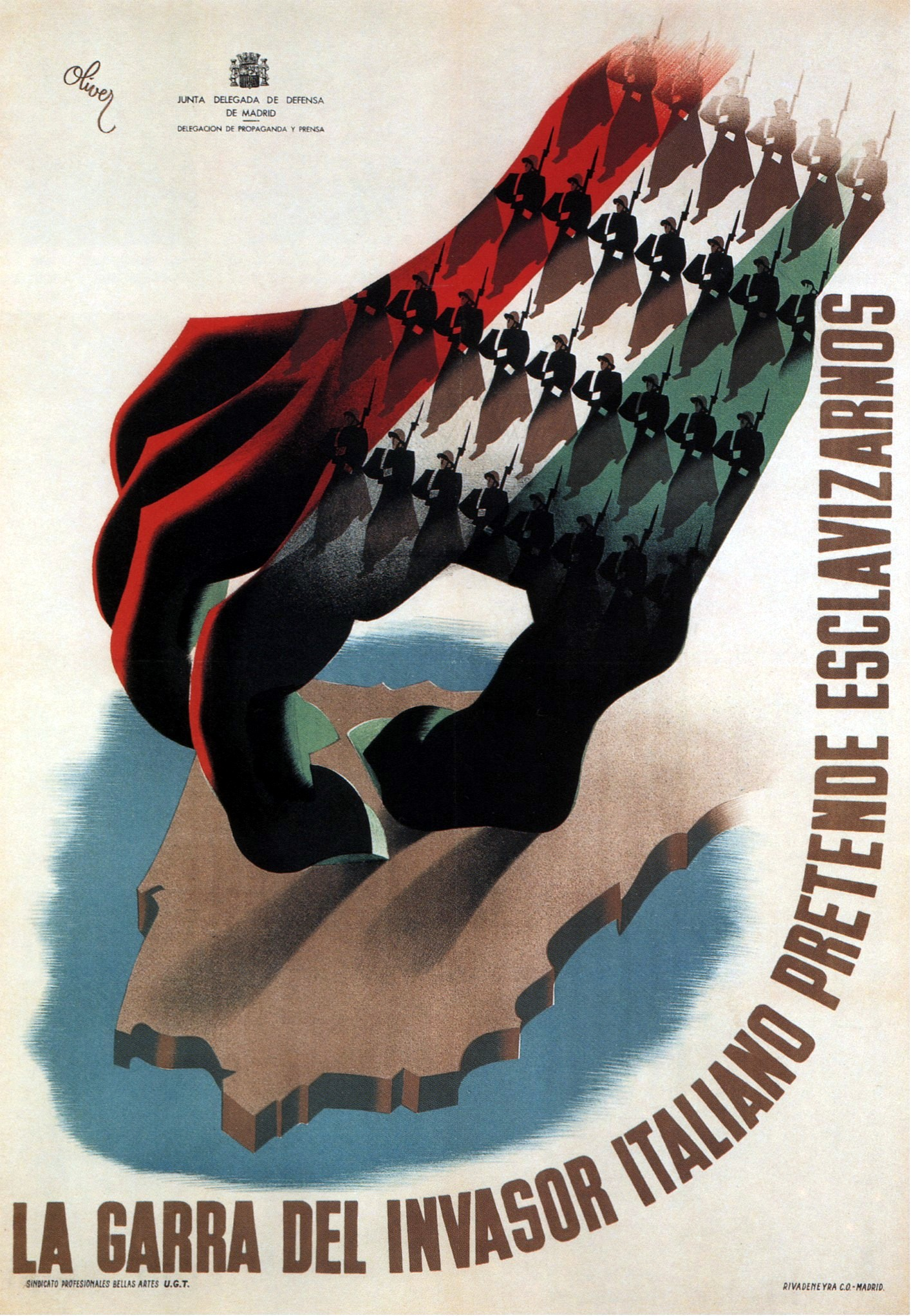
Posater propagandistic republican înfăţişând „ghiara invadatorului italian”.

Corpo Truppe Volontarie (CTV) a fost o forță expediționară din Italia Fascistă dislocată în Spania în ajutorul generalului Francisco Franco și a forțelor sale naționaliste în timpul războiului civil din Spania. CVT s-a aflat sub comanda lui Mario Roatta, Ettore Bastico, Mario Berti și Gastone Gambara.

## Cadrul general
În iulie 1936, la începutul Războiului civil din Spania, cea mai mare parte a forțelor de elită naționaliste era izolată în Maroco Spaniol și în Insulele Canare. În același timp, în Spania, forțele reduse numeric ale naționaliștilor și ale Guardia Civil erau blocate în luptele cu forțele proguvernamentale, Guardia de Asalto și cu unitățile militare rămase loiale Frontului Popular (de stânga). Situația forțelor naționaliste era cu atât mai grea cu cât aviația și marina spaniolă rămăseseră în cea mai mare parte loiale guvernului. 
Dacă forțele naționaliste care acționau în Spania continentală nu ar fi obținut întăriri de urgență, rebeliunea ar fi fost rapid înăbușită. Generalul Franco și alți lideri naționaliști au trimis emisari la Berlin și Roma pentru a cere ajutor. Atât dictatorul german, Adolf Hitler, cât și cel italian, Benito Mussolini, au răspuns pozitiv acestor cereri de ajutor. Italienii și germanii au trimis avioane de mare capacitate în Maroc, care au transportat pe calea aerului forțele naționaliste din Maroc în Spania continentală. Sosirea acestor întăriri a permis forțelor naționaliste din Spania să preia inițiartiva în luptele din Peninsula Iberică. 
Italienii au folosit de asemenea porturile controlate de naționaliști și pe cele portugheze pentru debarcarea și aprovizionarea trupelor naționaliste spaniole. Submarinele au început să atace și să scufunde vasele de transnport spaniole, sovietice și ale altor națiuni, care transportau diferite mărfuri către porturile controlare de republicani. Liga Națiunilor a clasificat aceste atacuri drept „piraterie” și italienii au trebuit să întrerupă torpilările în Mediterana sub amenințarea intervenției în conflict a flotelor militare franceze și britanice. 

## Istoric

### 1936
3 septembrie: forțele republicane din Catalonia de sub comanda căpitanului Alberto Bayo au debarcat la Majorca. Această formațiune militară avea să fie atacată de forțele aeriene italiene pe 24 octombrie. În aceeași dată, bombardierele italiene, susținute de avioane de vânătoare, au executat primul raid aerian asupra Madridului. Atacul a fost menit să demonstreze republicanilor puterea de luptă a aliaților lui Franco. După acest prim atac, au urmat mai multe serii de raiduri de bombardament asupra capitalei Spaniei. 
2 noiembrie: bombardierele germane și italiene și avioanele de escortă au fost atacate de avioane de vânătoare sovietice de tip Polikarpov I-15, poreclite „Cârnul” de către spanioli. Atacul a dus la doborârea unor avioane italiene. 
12 decembrie: după eșuarea atacului trupelor lui Franco împotriva Madridului, Mussolini a decis să trimită trupe regulate în Spania. Mussolini s-a consultat în prealabil cu ministrul de externe Galeazzo Ciano și cu generalul Mario Roatta. Ciano și Roatta se numărau printre cei mai influenți oameni ai momentului în Italia. De altfel, Rotta a fost numit comandantul corpului expediționar italian. Ca adjunct al luil Rotta a fost numit generalul Luigi Frusci.
23 decembrie: primii 3.000 de soldați ai armatei regulate italiene („Misiunea Armatei Italiene”) au debarcad la Cadiz.

### 1937
Ianuarie: până în acest moment, aproximativ 44.000 de militari ai armatei italiene și membri ai forțelor paramilitare fasciste (Fasci di Combattimento) fuseseră dislocați în Spani. La începutul lunii februarie, „forța expediționară” a fost redenumită „Corpul Trupelor Voluntare” (Corpo Truppe Volontarie, ori CTV). CTV a fost organizată în patru divizii: 
- Divizia a Divizia a 4-a „Littorio” (Lictor)– divizie motorizată a Armatei Regale Italiene;
- Divizia I de infanterie „Dio lo Vuole” (Voința Domnului) a „Cămășilor negre”;
- Divizia a II-a de infanterie „Fiamme Nere” (Flăcările negre) a „Cămășilor negre”;
- Divizia a II-a de infanterie „Penne Nere” (Penele negre) a „Cămășilor negre”.

Diviziile „Cămășile negre” (Camicie Nere, ori CCNN) erau formate din soldați ai armatrei regulatge și voluntari din cadrul Partidului Fascist. Diviziile CCNN erau motorizate parțial. 
CTV avea în rândurile sale grupuri de automobile blindate și tancuri, corpuri de artilerie și patru baterii de artilerie antiaeriană. 

3 – 8 februarie: Divizia I "Dio lo Vuole", acționând în sprijinul naționaliștilor, a lansat o ofensivă împotriva republicanilor din regiunea Málaga. Orașul a fost cucerit de italieni și naționaliști pe 8 februarie. Peste 70 de italieni au fost uciși, 211 au fost uciși, iar 2 au fost declarați dispăruți în misiune. 
Martie: CTV a ajuns să aibă efective de 50.000 de soldați. 

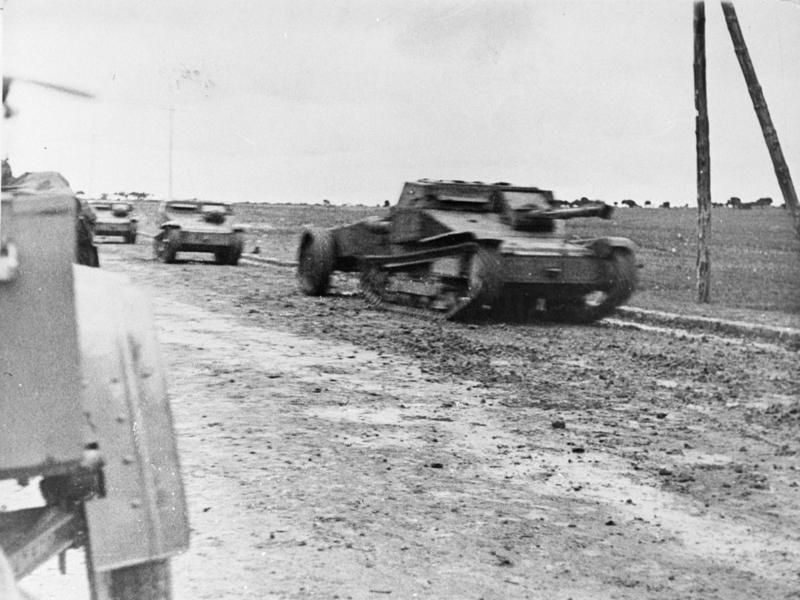
Tanchete italiene înaintâd spre Guadalajara.

8 – 23 martie: Benito Mussolini a decis ca forțele italiene fasciste trebuie să declanșeze a patra ofensivă împotriva Madridului. Atacul italian a dus la declanșarea bătăliei de la Guadalajara. Bătălia s-a încheiat cu o victorie zdrobitoare a forțelor republicane. Italienii au suferit pierderi grele în timpul acestor lupte. Blindatele italiene, cele mai multe tanchete L3/35, s-au dovedit net inferioare tancurilor care fusesră livrate republicanilor de către Uniunea Sovietică. Ofensiva italiană a fost zbrobită de o puternică contraofensivă republicană. Dintre cele patru divizii italiene antrenate în atac, numai divizia Littorio a suferit pierderi moderate. Restul de divizii italiene au suferit pierderi atât de grele, încât au trebui să fie reorganizate în două divizii noi și un grup de arme speciale (blindate și artilerie). Divizia a 3-a a fost folosită pentru completarea efectivelor Diviziei a 2-a în aprilie 1937. 
După acest moment până la sfârșitul războiului, forțele italiene nu au mai acționat independent. Forțele terestre au luptat sub comanda liderilor naționaliști spanioli, iar forțele aeriene italiene au trecut sub comanda generalului Hugo Sperrle, comandantul Legiunea Kondor.
aprilie - august: dată fiind reducerea efectivelor CCNN, italienii au început să lupte în unități flechas (săgeți) mixte cu spaniolii, în cadrul cărora italienii asigurau personalul ofițeresc și tehnic, iar spaniolii restul efectivelor. Primele astfel de unități au fost Brigăzile mixte „Flechas Azules” și „Flechas Negras”' („Săgețile albastre” și „Săgețile negre”), care au funcționat în Extremadura respectiv în Viscaya în perioada aprilie – august 1937. În Viscaya mai era dislocată Grupul XI de artilerie al CTV. 
august – septembrie: generalul Ettore Bastico, (înlocuitorul lui Rotta), a declanșat atacul împotriva liniilor republicane de lângă Soncillo, a ocupat pasul montan Puerto del Escudo și a pătruns adânc în teritoriul republicanilor. În timpul bătăliei de la Santander naționaliștii și italienii au repurtat o victorie decisivă împotriva republicanilor. După această victorie, forțele italiene au fost transferate pe frontul din Aragón.
octombrie: Diviziile I, a II-a și a XXIII-a au fost unificate pentru a forma Divizia a XXIII-a „Llamas Negras” (Flăcările Negre”).

### 1938
martie: Brigada „Flechas Negras” a fost întărită până la nivelul unei divizii, fiind trimisă să participe la ofensiva din Aragon și la „Marșul către Mare”. CVT se afla acum sub comanda lui Mario Berti.
18 martie: Barcelona a fost ținta a 13 raiduri de bombardament aerian executate de italieni. Bombardierele italiene au lansat bombe incendiare și cu gaze. Aproximativ 2.500 de civili au fost uciși în timpul raidurilor. 
noiembrie: trupele italiene de sub conducerea lui Gastone Gambara au participat la ofensiva finală împotriva republicanilor (Ofensiva Catalonia). 

### 1939
februarie: ca urmare a victoriei naționaliștilor lui Franco, trupele italiene au fost retrase din Spania. 

## Urmări
După victoria naționaliștilor de pe 1 aprilie 1939, Italia avea un guvern prieten în Mediterana occidentală. Dar această realizare a fost reușită cu un uriaș cost material și uman. Dintre cei aproximativ 78.500 de militari dislocați în Spania, 3.819 au fost uciși, iar alți aproximativ 12.000 au fost răniți. Italienii au pierdut în Spania aproximatv 3.400 de mitraliere, 1.400 de mortiere, 1.800 de piese de artilerie, 6.800 de vehicule, 160 de tancuri și 760 de avioane. Deși aceste pierderi erau importante din punct de vedere cantitativ, mai trebuie spus că inventarul respectiv era depășit în cea mai mare parte din punct de vedere tehnic. Costurile suportate de bugetul italian datorită participării la acest conflict au fost uriașe. Astfel, au fost cheltuite între 6 și 8,5 milioane de lire, adică între 14% și 20% din cheltuielile bugetare, ceea ce a dus la mari probleme pentru Italia în perioada dinaintea celui de-al doilea război mondial.

## Bibliogrfaie
- Ian W. Walker (2003). Iron Hulls, Iron Hearts: Mussolini's elite armoured divisions in North Africa. Marlborough: Crowood. ISBN 1-86126-646-4.